# دانشگاه نظامی

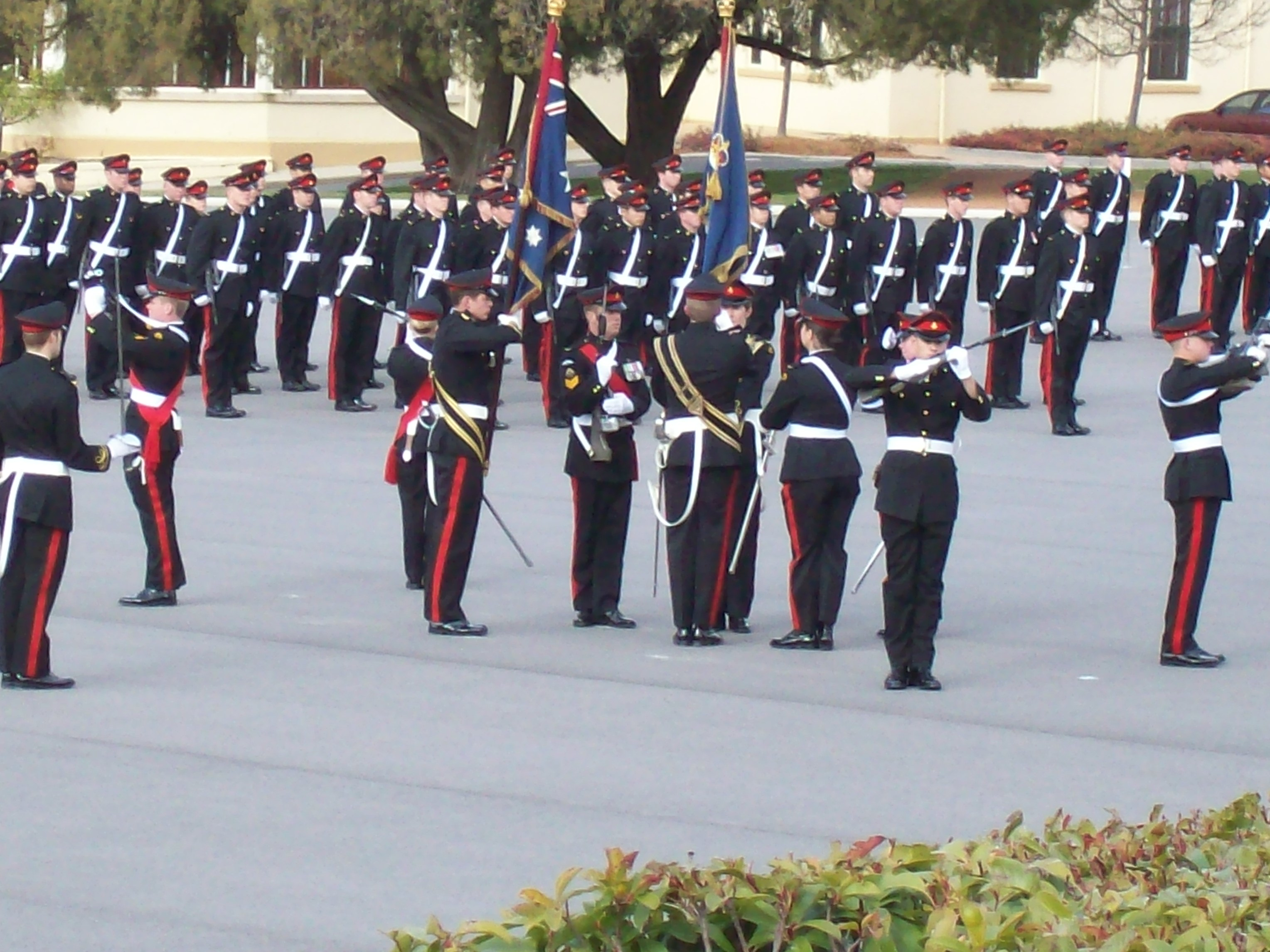
رژه دانش‌آموختگان کالج نظامی سلطنتی دانتروون

دانشگاه نظامی (انگلیسی: Military academy) یا آکادمی نظامی، یک مؤسسه آموزشی است، که دانشجویان را برای خدمت نظامی در نیروهای مسلح، آماده می‌کند. بسته به نوع حاکمیت و اولویت‌های نظام حاکم بر کشور، نوع آموزش و محیط نظامی این آکادمی‌ها نیز متفاوت می‌باشد. به‌طور معمول ۳ نوع آکادمی نظامی وجود دارد: کالج‌های نظامی که ارائه‌کننده دوره‌های مقدماتی می‌باشند، موسسات دانشگاهی که مدارک کارشناسی ارائه می‌نمایند و دانشگاه‌های افسری که کادرهای نظامی را برای خدمت در نیروهای مسلح، آموزش می‌دهند. آکادمی‌های دریایی نیز نوع دیگری از دانشگاه‌های نظامی می‌باشند. از آکادمی‌های نظامی فعال در ایران می‌توان به: دانشگاه افسری امام علی، دانشگاه فرماندهی و ستاد آجا، دانشگاه علوم و فنون دریایی امام خمینی و دانشگاه عالی دفاع ملی اشاره کرد.